# RAM Rebel

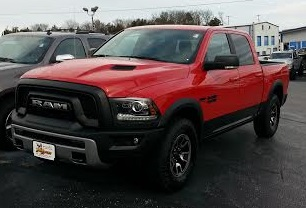
RAM Rebel

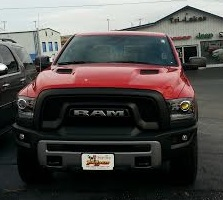
Радиаторная решётка

RAM Rebel — полноразмерный пикап, выпускаемый подразделением Stellantis North America (ранее Chrysler Group LLC и FCA US LLC) с 2014 года. Является частью семейства RAM Pickup.
1 июня 2018 года глава Jeep и RAM    Майк Мэнли заявил, что серийное производство начнётся в 2021 году. Первый предсерийный экземпляр был представлен 17 августа 2020 года.
Автомобиль RAM Rebel имеет 18-дюймовые колёса Mopar, покрытые 37-дюймовыми шинами. «Кольца» окрашиваются в цвет кузова. Также присутствуют домкрат, буксировочный трос и место для хранения других рабочих инструментов.
Автомобиль оснащён двигателем внутреннего сгорания HEMI объёмом 6,2 литра, 8-ступенчатой автоматической трансмиссией TorqueFlite 8HP70 и раздаточной трансмиссией BorgWarner 44-45. Благодаря раздатке, автомобиль способен передвигаться по любой дороге. Кабина ассоциируется с самолётом Boeing.
Существует также модификация Rebel TRX Hellcat с адаптивными амортизаторами, пятирычажной задней подвеской с неразрезным мостом и шинами Goodyear Wrangler Territory. Учитывая мощность двигателя, автомобиль в народе называют «заряженным».
В салоне базовой модели RAM Rebel присутствуют 6 подушек безопасности, 12-дюймовый сенсорный экран с навигацией, аудиокомплекс Harman Kardon мощностью 900 Ватт и обзорные камеры.